# Onychoschisis
Onychoschisis (von altgriechisch ὄνυξ onyx, deutsch ‚Nagel‘, und altgriechisch σχίζις schisis, deutsch ‚Spaltung‘; altgriechisch σχίζειν s’chizein = „spalten, zerspalten, zersplittern“), auch Spaltnagel, bezeichnet eine Aufspaltung der Nagelplatte in Lamellen parallel zu ihrer Oberfläche. Sie ist eine Form der Nageldystrophie. Die Ursache ist bislang unbekannt. Neben chemischen und physikalischen Einwirkungen auf den Nagel werden auch Mangelernährung, Eisenmangel und Calciummangel als mögliche Auslöser angesehen. Zur Behandlung sollten potentiell schädliche Einwirkungen auf den Nagel unterbunden werden. Auch Nagelpflaster und Nagelhärter können versucht werden. Unterstützend können Nahrungsergänzungsmittel mit Gelatine oder Biotin eingenommen werden.